# Irmãos Pitowkers
Irmãos Pitowkers, ou “Pra contar pro Pinhone”, ou “Romance-fabular-infanto-senil” é um livro que conta as peripécias de uma dupla extravagante de irmãos e de uma trupe de personagens verdadeiramente do outro mundo.

## Prêmios
Esta obra ganhou o Prêmio Açorianos de Literatura de 1999 como Revelação Literária para os autores Carmen Seganfredo e A. S. Franchini.